# Dominique Davray
Dominique Davray, född Marie-Louise Gournay 27 januari 1919 i Paris, död 5 juni 1998 i samma stad, var en fransk skådespelerska.

## Roller i urval
- 1952 – Möte under stjärnorna
- 1954 – Grisbi – blod på guldet
- 1955 – Ta fast tjuven
- 1958 – I giljotinens skugga
- 1962 – Steg för steg
- 1962 – Cléo från 5 till 7
- 1963 – Klädsel: vardagsdräkt med revolver
- 1965 – Håll masken, tomtegubbar
- 1965 – Les bons vivants
- 1966 – Paris i augusti
- 1968 – Den tatuerade legionären
- 1976 – En fluga i soppan